# Michel Philippot
Michel Paul Philippot (Verzy, 2 de fevereiro de 1925 - Vincennes, 28 de julho de 1996) foi um compositor, matemático, musicólogo, esteticista,  locutor e educador francês.

## Biografia
A vida acadêmica de Philippot foi interrompida pela Segunda Guerra Mundial e, ao fim da mesma, decidiu-se por estudar música, ingressando, primeiramente, no Conservatório de Reims e, em seguida, no Conservatório de Paris (de 1945 a 1948), onde estudou harmonia com Georges Dandelot.